# Gouvernement Azarov II
Ukraine
Azarov I Iatseniouk I
Le gouvernement Azarov II est le gouvernement ukrainien formé le 24 décembre 2012 et ayant démissionné le 28 janvier 2014 durant le mouvement contestataire de 2013-2014 en Ukraine.

## Historique

### Formation
À la suite de l'élection parlementaire du 28 octobre 2012, Mykola Azarov remet, le 3 décembre 2012, sa démission et celle de son gouvernement au président Viktor Ianoukovytch, qui l'accepte. Toutefois, il est reconduit dans ses fonctions par un vote de la Rada, le Parlement ukrainien, et forme un nouveau cabinet. 

### Dissolution
À la suite de l'Euromaïdan, Mykola Azarov présente sa démission, le vice-Premier ministre Serhi Arbouzov assurant l'intérim avec le maintien de l'ensemble des ministres. 
Le 22 février 2014, après le renversement du pouvoir et la fuite de Viktor Ianoukovytch, Oleksandr Tourtchynov est élu à la présidence de la Rada, le Parlement ukrainien. À ce titre, il assure l'intérim du poste de chef de l'État. Ce dernier charge alors Arseni Iatseniouk de former un nouveau gouvernement d'intérim.

## Composition

### Initiale (24 décembre 2012)
| Fonction | Titulaire | Titulaire                                                  | Parti                |
| --- | --------- | ---------------------------------------------------------- | -------------------- |
| Premier ministre |           | Mykola Azarov (jusqu'au 28/01/2014) Serhi Arbouzov a.i.    | PR                   |
| Premier vice-Premier ministre |           | Serhi Arbouzov                                             | PR                   |
| Vice-Premier ministre chargé de l'Écologie, des Ressources naturelles, de l'Énergie, du Charbonnage et de la Politique industrielle                |           | Iouri Boïko                                                | PR                   |
| Vice-Premier ministre chargé des Infrastructures, du Développement régional, de la Construction, des Services publics et de l'Économie du logement |           | Oleksandr Vilkoul                                          | PR                   |
| Vice-Premier ministre |           | Kostiantyn Hrychtchenko                                    | Sans                 |
| Ministre de la Politique sociale |           | Natalia Korolevska                                         | Ukraine - En avant ! |
| Ministre du Conseil des ministres |           | Olena Loukach                                              | PR                   |
| Ministre des Produits et charges |           | Oleksandr Klymenko                                         | Sans                 |
| Ministre de la Santé |           | Raïssa Bogatyrova                                          | Sans                 |
| Ministre du Développement économique et du Commerce                                                                                                |           | Ihor Prasolov                                              | PR                   |
| Ministre du Développement régional, de la Construction et de la Vie communale                                                                      |           | Hennadiy Temnyk                                            | Sans                 |
| Ministre de l'Éducation et de la Science, de la Jeunesse et des Sports                                                                             |           | Dmytro Tabatchnyk                                          | PR                   |
| Ministre de la Culture |           | Leonid Novohatko,                                          | Sans                 |
| Ministre de la Politique industrielle |           | Mikhaylo Korolenko,                                        | PR                   |
| Ministre de la Défense |           | Pavlo Lebedyev                                             | PR                   |
| Ministre de l'Intérieur |           | Vitaliy Zakhartchenko                                      | Sans                 |
| Ministre de la Politique agraire et de l'Alimentation                                                                                              |           | Mykola Pryssiajniouk                                       | PR                   |
| Ministre de la Justice |           | Oleksandr Lavrynovytch (jusqu'au 04/07/2013) Olena Loukach | PR                   |
| Ministre des Affaires étrangères |           | Leonid Kojara                                              | PR                   |
| Ministre des Finances |           | Yuriy Kolobov                                              | Sans                 |
| Ministre de l’Énergie, du Charbon et de l'Industrie                                                                                                |           | Edouard Stavitskyi                                         | Sans                 |
| Ministre de l’Écologie et des ressources naturelles d'Ukraine                                                                                      |           | Oleh Proskuryakov                                          | Sans                 |
| Ministre de Infrastructure de l'Ukraine |           | Volodymyr Kozak                                            | PR                   |

### Remaniement du 22 février 2014
- Les nouveaux ministres sont indiqués en gras, ceux ayant changé d'attributions en italique.

| Fonction | Titulaire | Titulaire                                | Parti                |
| --- | --------- | ---------------------------------------- | -------------------- |
| Premier ministre |           | Oleksandr Tourtchynov a.i.               | VOB                  |
| Vice-Premier ministre chargé de l'Écologie, des Ressources naturelles, de l'Énergie, du Charbonnage et de la Politique industrielle                |           | Iouri Boïko                              | PR                   |
| Vice-Premier ministre chargé des Infrastructures, du Développement régional, de la Construction, des Services publics et de l'Économie du logement |           | Oleksandr Vilkoul                        | PR                   |
| Vice-Premier ministre |           | Kostiantyn Hrychtchenko                  | Sans                 |
| Ministre de la Politique sociale |           | Natalia Korolevska (jusqu'au 24/02/2014) | Ukraine - En avant ! |
| Ministre du Conseil des ministres |           | Olena Loukach                            | PR                   |
| Ministre des Produits et charges |           | Oleksandr Klymenko                       | Sans                 |
| Ministre de la Santé |           | Raïssa Bogatyrova (jusqu'au 24/02/2014)  | Sans                 |
| Ministre du Développement économique et du Commerce                                                                                                |           | Ihor Prasolov                            | PR                   |
| Ministre du Développement régional, de la Construction et de la Vie communale                                                                      |           | Hennadiy Temnyk                          | Sans                 |
| Ministre de l'Éducation et de la Science, de la Jeunesse et des Sports                                                                             |           | Dmytro Tabatchnyk (jusqu'au 23/02/2014)  | PR                   |
| Ministre de la Culture |           | Leonid Novohatko                         | Sans                 |
| Ministre de la Politique industrielle |           | Mikhaylo Korolenko                       | PR                   |
| Ministre de la Défense |           | Volodymyr Zamana a.i.                    | Sans                 |
| Ministre de l'Intérieur |           | Arsen Avakov a.i.                        | VOB                  |
| Ministre de la Politique agraire et de l'Alimentation                                                                                              |           | Mykola Pryssiajniouk                     | PR                   |
| Ministre de la Justice |           | Olena Loukach                            | PR                   |
| Ministre des Affaires étrangères |           | Leonid Kojara (jusqu'au 23/02/2014)      | PR                   |
| Ministre des Finances |           | Yuriy Kolobov                            | Sans                 |
| Ministre de l’Énergie, du Charbon et de l'Industrie                                                                                                |           | Edouard Stavitskyi                       | Sans                 |
| Ministre de l’Écologie et des ressources naturelles d'Ukraine                                                                                      |           | Oleh Proskuryakov                        | Sans                 |
| Ministre de Infrastructure de l'Ukraine |           | Volodymyr Kozak                          | PR                   |